# Germain Coffi Gadeau
Pour les articles homonymes, voir Gadeau.
Germain Coffi Gadeau est un écrivain et homme politique de Côte d'Ivoire, auteur de pièces de théâtre. Il est né  en 1913 à Gbomizambo, dans la sous-préfecture de Tiébissou  et mort le 18 août 2000. Sa fortune fut estimée à plusieurs dizaines de millions de dollars américains après son décès.

## Biographie
Après une enfance passée au village, Coffi Gadeau fait ses études primaires à l'âge de dix ans à l'école primaire de Tiébissou en 1924. Il poursuit le cycle primaire à l'école Régionale de Bouaké en 1929 puis à l'école Primaire Supérieure de Bingerville. En 1932, il fréquente l'École normale William-Ponty à Gorée et obtient un diplôme de la Section Administrative.  Il revient en Côte d'Ivoire et exerce pendant vingt ans au poste de comptable des Trésoreries.   Il intègre le milieu théâtral en 1938, et crée le Théâtre Indigène de Côte d'Ivoire avec François-Joseph Amon d'Aby. Il joue des rôles dans des pièces théâtrales et en écrit lui-même. En 1945, il rejoint Félix Houphouët-Boigny dans la lutte pour l'indépendance et milite activement à la création du Parti démocratique de Côte d'Ivoire. Élu membre du bureau politique lors du congrès de 1947, il assume le rôle de Secrétaire général à l'organisation jusqu'au 28 août 1963. Il devient ministre de l'Intérieur en 1959.
En janvier 1963, il est emprisonné à la prison spéciale Assabou à Yamoussoukro, construite pour accueillir les « comploteurs » désignés par le président Félix Houphouët-Boigny. Au cours du procès tenu à Yamoussoukro faisant suite aux  « faux complots », la Cour de sûreté de l'État juge 96 inculpés, dont Ernest Boka (mort sans explication), Charles Bauza Donwahi, Amadou Koné (fondateur des JRDA-PDCI), le ministre de l'Éducation Joachim Bony, celui de l'Information, Amadou Thiam, les ministres Jean Konan Banny et Tidiane Dem et prononce six condamnations à mort. 
Germain Coffi Gadeau est réhabilité par Houphouët-Boigny en 1971 et devient grand chancelier de l'ordre national de Côte d'Ivoire.

## Pièces de théâtre
- 1939 : Kondé Yao
- 1940 : Nos femmes
- 1942 : Mon Maris
- 1942 : Les anciens combattants
- 1942 : Les recrutés de monsieur Maurice
- 1943: Les recrutés de Monsieur Maurice devient Le Chant du retour.
- 1943 : Le mariage de Sogona
- 1954 : Ya-ou Nda
- 1963 : Adjo-bla ou le Puits d'Adjo
- 1965 : F.-J. Amon d'Aby, Bernard Dadié, G. Coffi Gadeau, Le théâtre populaire en Côte d'Ivoire (Œuvres choisies).